# Heinrich Müller (Architekt, 1892)
Heinrich Müller (* 4. Dezember 1892 in Altenglan; † 22. Januar 1968 in Karlsruhe) war ein deutscher Architekt und Baubeamter der Postbauschule sowie Hochschullehrer.
Heinrich Müller studierte bei Theodor Fischer und German Bestelmeyer an der Technischen Hochschule München und arbeitete als Mitarbeiter bei Fischer sowie als Assistent von Bestelmeyer an der Technischen Hochschule München sowie an der Akademie der Bildenden Künste. Außerdem war er für die Bayerische Staatsbauverwaltung tätig. 1923 bis 1924 arbeitete er für die Oberpostdirektion München, bevor er als Postbaurat zur Oberpostdirektion Speyer wechselte und dort zum Leiter der Hochbauabteilung ernannt wurde. In dieser Funktion war er für sämtliche Neu- und Umbauten der Post in der Pfalz bis 1936 verantwortlich. Er arbeitete hier zusammen mit dem Bildhauer Theobald Hauck, der mehrfach Plastiken für diese Bauten schuf.  
1936 wurde Müller auf die Professur für Gebäudelehre und Entwerfen der Fakultät für Architektur der Technischen Hochschule Karlsruhe berufen, war 1941 Dekan der Fakultät und nach dem Krieg Leiter der Abteilung Architektur der Fakultät für Bauwesen an der Technischen Hochschule Karlsruhe. 1963 wurde Müller emeritiert.

## Werke (Auswahl)
- 1923–1924: Postamt Landshut
- 1928–1930: Hauptpostamt Pirmasens

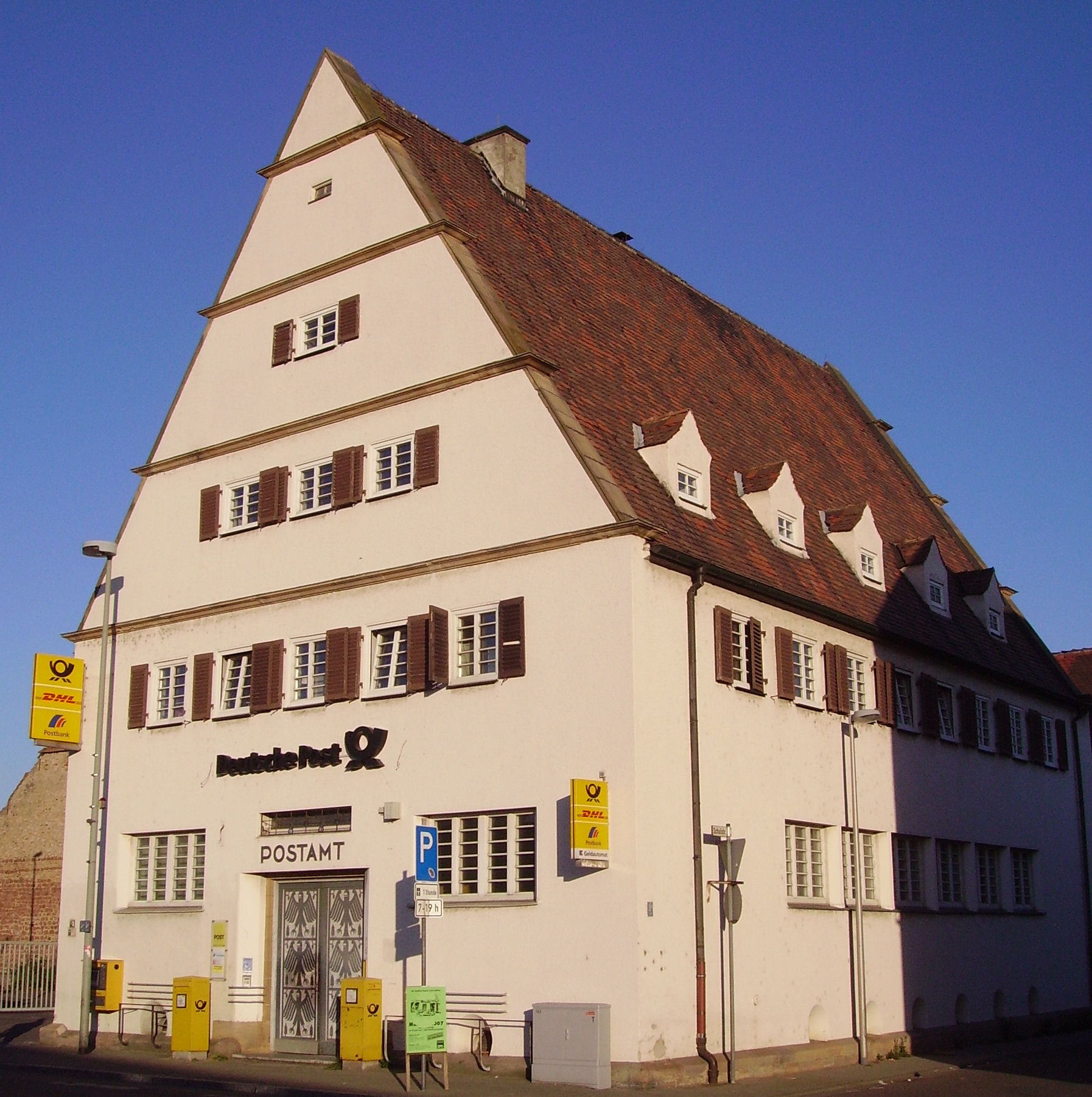
Postamt Mutterstadt

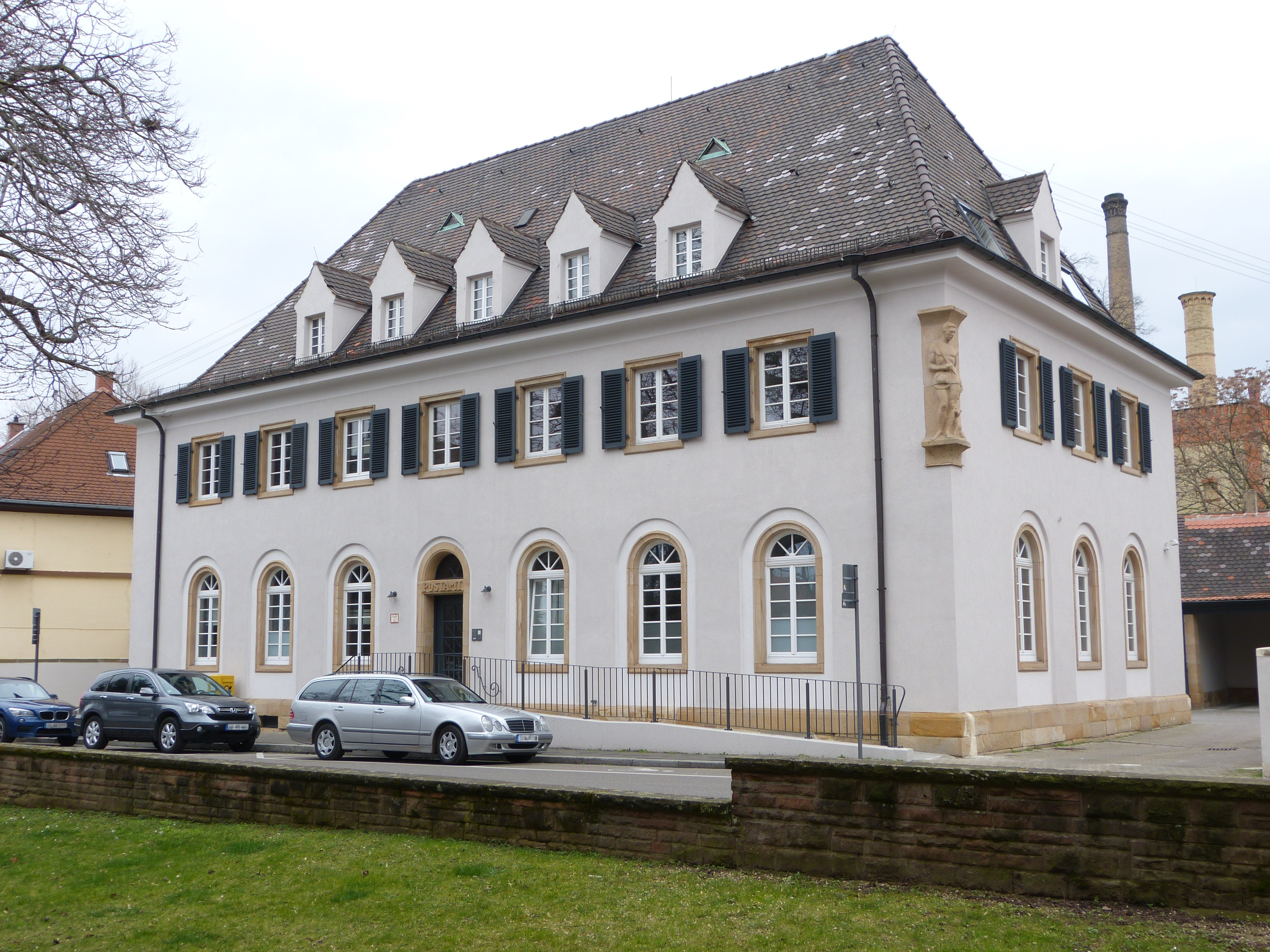
Postamt Oggersheim, mit Merkurfigur von Theobald Hauck

- 1929–1931: Hauptpostamt Neustadt an der Weinstraße
- 1930–1932: Hauptpostamt Kaiserslautern
- Kapelle der Lungenheilanstalt in Heidelberg-Rohrbach
- Umbau des Krankenhauses in Offenburg
- Neubau des Personalwohnhauses des Krankenhauses in Offenburg
- Sporthalle der Technischen Hochschule Karlsruhe
- Großer Physikhörsaal der Technischen Hochschule Karlsruhe
- Generalbebauungsplan der Technischen Hochschule Karlsruhe
- Postamt Ludwigshafen-Oggersheim
- 130 Wohnungen für die BASF in Ludwigshafen-Oggersheim
- Gästehaus René-Bohn-Haus der BASF in Ludwigshafen am Rhein
- Berufs- und Berufsfachschule in Frankenthal (Pfalz)
- Mädchen-Progymnasium in Frankenthal
- Siemens-Sporthalle in Karlsruhe